# Arca-Swiss
Die ARCA-SWISS Phototechnik AG ist ein Schweizer Hersteller von hochwertigen Fachkameras und fotografischem Zubehör mit Sitz in Wollerau. Die Arca-Swiss International ist in Besançon in Frankreich ansässig.

## Geschichte
Gegründet wurde das Unternehmen 1926 von Alfred Oschwald in Zürich. Nach seinem Austritt wurde das Unternehmen in Gebrüder Oschwald, Mechanische Werkstätte und Reparaturwerkstätte für Photoapparate umbenannt.
Die ersten professionellen Kameras baute Arca-Swiss in den 1950er Jahren. Die Oschwald-Brüder beschlossen, ein eigenes Kamerasystem zu entwickeln, das auf dem Prinzip der optischen Bank beruht. Der Name des neuen Modells setzt sich aus dem Akronym All-Round-CAmeras, das die Vielseitigkeit des Systems beschreiben soll, und der Herkunftsbezeichnung zusammen. 1952 wurde der Prototyp der Arca-Swiss, eine Fachkamera für das Format 6 × 9 cm, gebaut. Ein neues Modell für das Format 9 × 12 cm folgte.

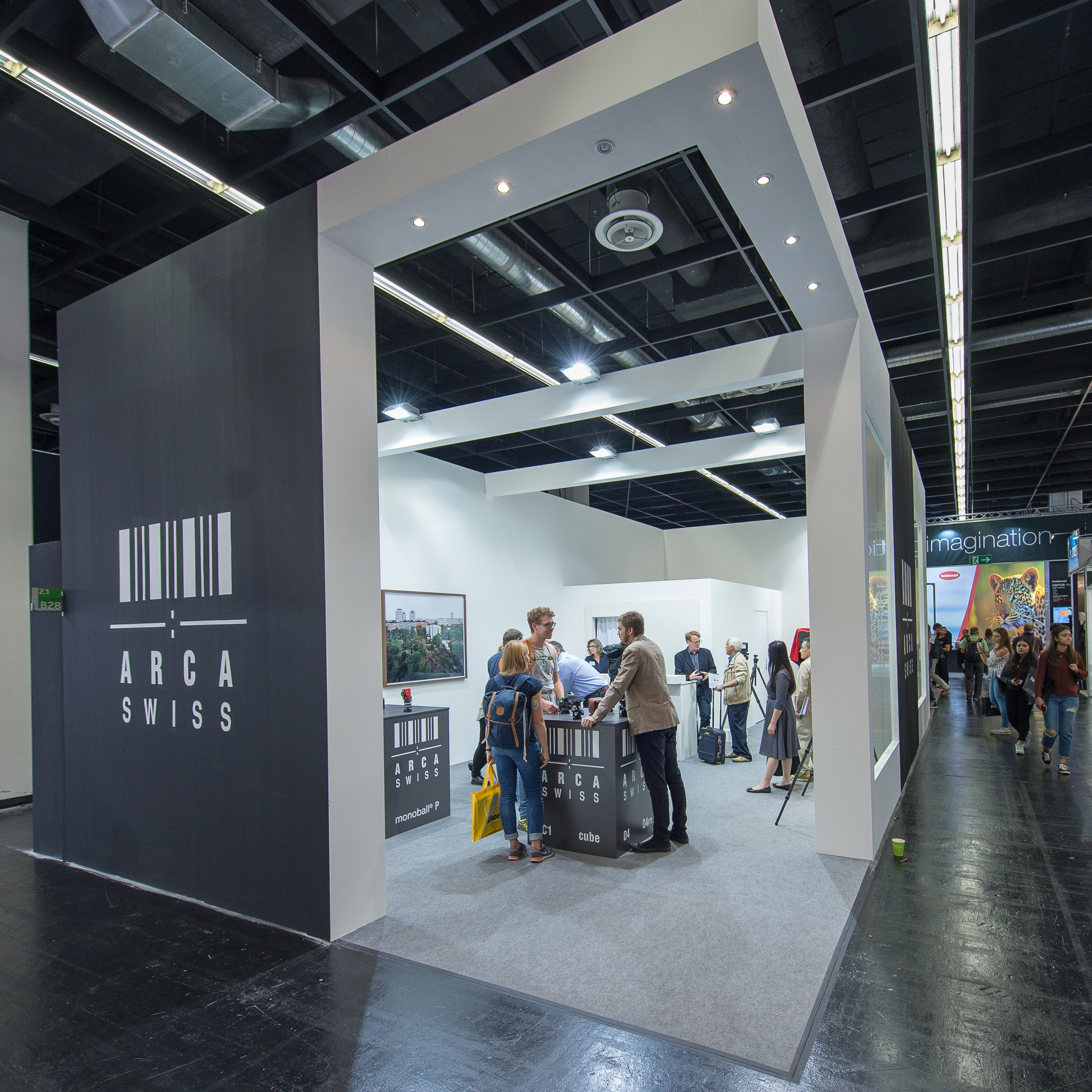
Stand von Arca Swiss bei der Photokina 2016

Zu den Modellen der Fachkameras wurden nun auch Spezialkameras gefertigt, wie die rotocamera (Panoramakameras für 360°-Aufnahmen) und Zielfernrohrkameras (Schusskontrollkamera GR-81). Weitere Typen kamen hinzu, so z. B. in den 1960er Jahren die Handkamera SW45. Ausgefallene Konstruktionen wie die 6×9 und 4×5" Reflex Kameras wurden in kleinen Stückzahlen bis Ende der 1970er produziert.
1964 erschien der Stativkopf monoball, der bis heute in abgewandelten Formen hergestellt wird und als einer der stabilsten Kugelköpfe auf dem Markt gilt. Alle Arca-Swiss Stativköpfe werden heute jeweils mit verschiedenen Wechselsystemen und Panoramafunktionen angeboten. Das Arca-Swiss-Wechselsystem hat sich zu einem Quasi-Standard entwickelt, zahlreiche Hersteller von Stativköpfen bieten kompatible Systeme für unterschiedlichste Anwendungen an.
Die Produktion der klassischen Kamera-Linie aus den Modellen der Reihen A, B und C setzte sich bis 1984 fort. In diesem Jahr erwarb Philippe Vogt die Firma und übernahm auch deren Leitung. Damit verbunden war eine komplette Überarbeitung der Produktlinie.

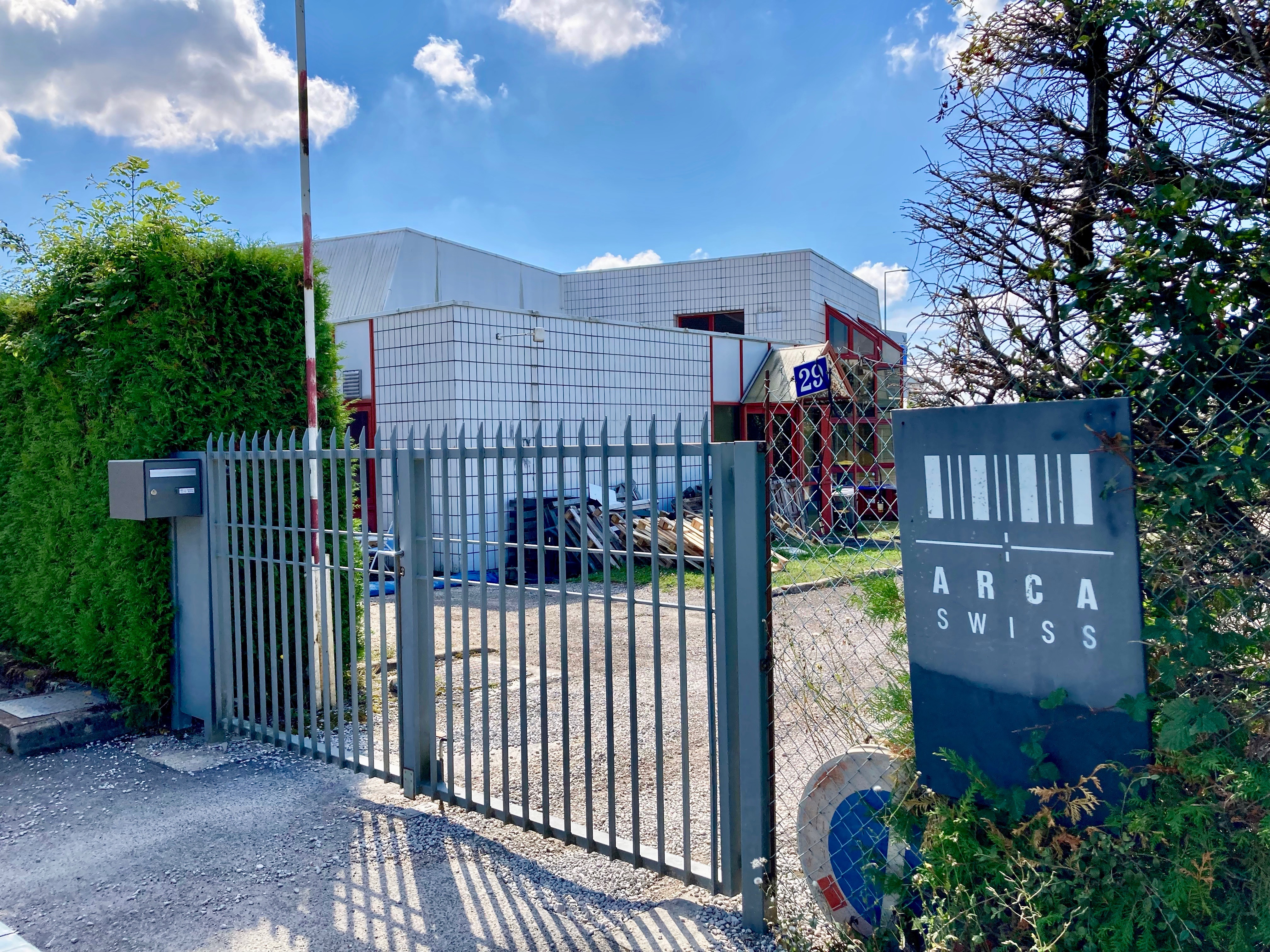
Arca Swiss International, Besançon

Heute entwickelt und fertigt Arca-Swiss Fachkameras auf optischer Bank in verschiedenen Linien (F-Line, M-Line, LuIF) für die Studiofotografie und den Außeneinsatz in den Formaten Kleinbild bis 11x14". Einige Modelle wie die M-two und die F-Universalis wurden dabei speziell für die Anforderungen der Digitalfotografie konzipiert. Mit der R-Line bietet Arca-Swiss hochpräzise XY-Fachkameras mit Verstellmöglichkeiten, welche besonders auf die Erfordernisse der digitalen Architekturfotografie abgestimmt sind. Weitere Produkte sind Stativköpfe verschiedener Bauart sowie Zubehör für die Makro- und Panoramafotografie.
1999 wurde der Firmensitz in das französische Besançon verlegt und die Arca-Swiss International gegründet. Die Arca-Swiss Phototechnik AG ist weiterhin in Wollerau (Schweiz) ansässig.

## Produkte

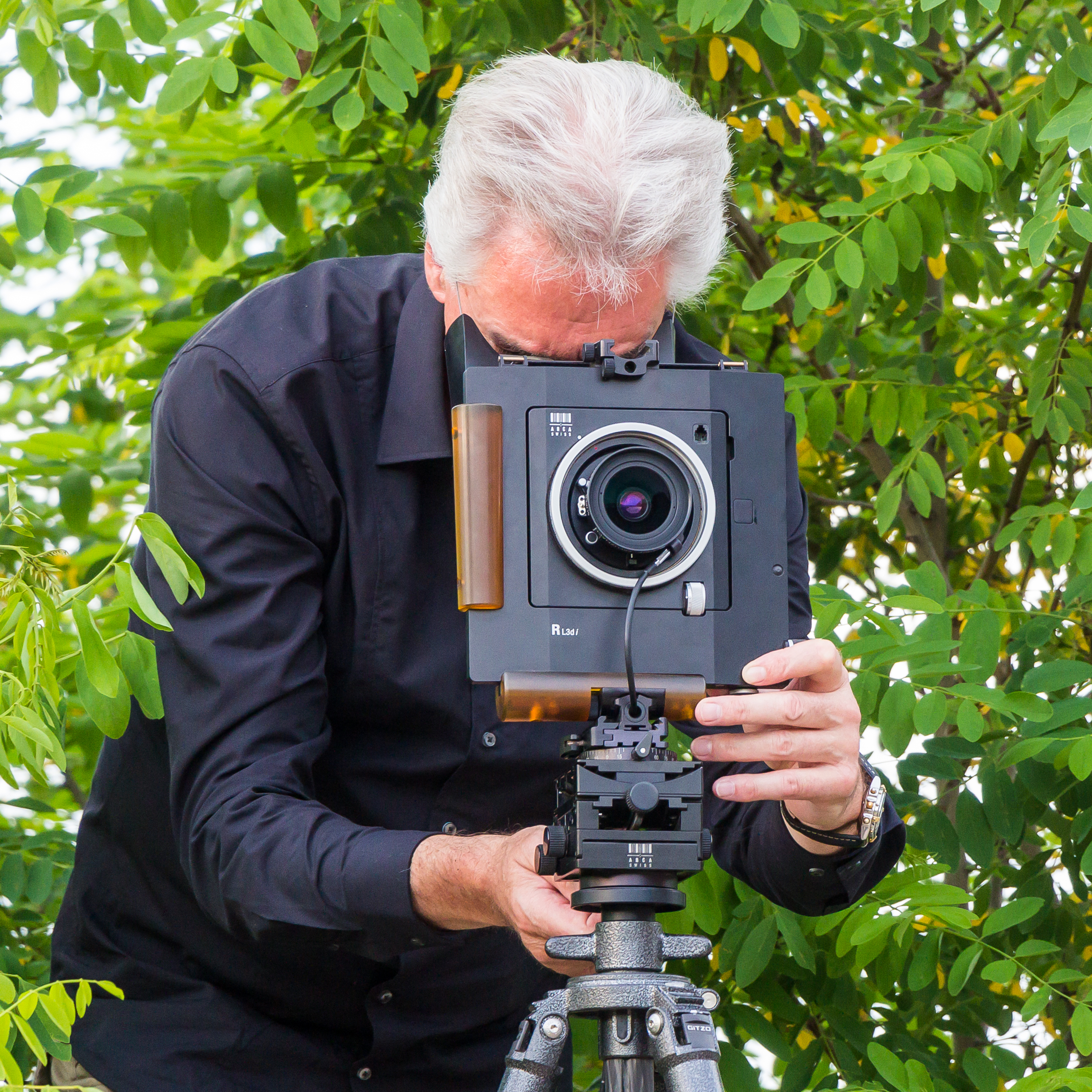
Der Fotograf Alfred Seiland mit einer Arca-Swiss Rl3di

### Kameramodelle
- F-Line: F-classic, F-metric, F-Universalis, Misura
- M-Line: M-monolith, M-two
- R-Line: Rm2d, Rm3d Factum, Rm3di, Rl3di
- Lulf

### Stativköpfe
- Monoball P-Serie: P0, P1
- Monoball Z-Serie: Z1+, Z1g+
- Leveler-Serie: Leveler Core 60, Leveler Core 75
- D4-Serie: D4, D4m
- Cube C1

## Auszeichnungen
2003 wurde die Arca-Swiss Phototechnik AG für die misura, die kleinste und leichteste Grossbild-Systemkamera, mit dem 
Design Preis Schweiz ausgezeichnet. 2009 erhielt die Rm3d den red dot design award.